# Sphinx fasciata
Sphinx fasciata är en fjärilsart som beskrevs av Lampa 1885. Sphinx fasciata ingår i släktet Sphinx och familjen svärmare. Inga underarter finns listade i Catalogue of Life.